# Geranium hayatanum
Geranium hayatanum là một loài thực vật có hoa trong họ Mỏ hạc. Loài này được Ohwi mô tả khoa học đầu tiên năm 1933.